# Wisznice (gromada)
Wisznice – dawna gromada, czyli najmniejsza jednostka podziału terytorialnego Polskiej Rzeczypospolitej Ludowej w latach 1954–1972.
Gromady, z gromadzkimi radami narodowymi (GRN) jako organami władzy najniższego stopnia na wsi, funkcjonowały od reformy reorganizującej administrację wiejską przeprowadzonej jesienią 1954 do momentu ich zniesienia z dniem 1 stycznia 1973, tym samym wypierając organizację gminną w latach 1954–1972.
Gromadę Wisznice z siedzibą GRN w Wisznicach utworzono – jako jedną z 8759 gromad na obszarze Polski – w powiecie włodawskim w woj. lubelskim na mocy uchwały nr 17 WRN w Lublinie z dnia 5 października 1954. W skład jednostki weszły obszary dotychczasowych gromad Wisznice osada, Wisznice kol., Wygoda, Dubica Górna, Dubica Dolna, Curyn i Rowiny ze zniesionej gminy Wisznice w tymże powiecie. Dla gromady ustalono 27 członków gromadzkiej rady narodowej.
1 stycznia 1960 do gromady Wisznice włączono obszary zniesionych gromad Horodyszcze i Łyniew w tymże powiecie.
1 stycznia 1962 do gromady Wisznice włączono obszar zniesionej gromady Polubicze w tymże powiecie.
Gromada przetrwała do końca 1972 roku, czyli do kolejnej reformy gminnej. 1 stycznia 1973 w powiecie włodawskim reaktywowano gminę Wisznice (od 1999 gmina Wisznice znajduje się w powiecie bialskim w woj. lubelskim).